# Hans Thiele Kraftfahrzeugbau
Das Unternehmen Hans Thiele Kraftfahrzeugbau war ein deutscher Automobilhersteller, der von 1924 bis 1925 in Berlin-Friedenau ansässig war. Der Markenname lautete H. T.
Als H. T. Radwagen Modell C 25 entstand dort ein vierrädriger Kleinwagen mit zwei hintereinander angeordneten Sitzplätzen (Tandemsitzer). Dem Antrieb diente ein Zweizylinder-Boxermotor von BMW. Der Neupreis betrug 2500 Mark. Außerdem gab es eine Ausführung als Lieferwagen.